# Wenceslaus Johann Gustav Karsten

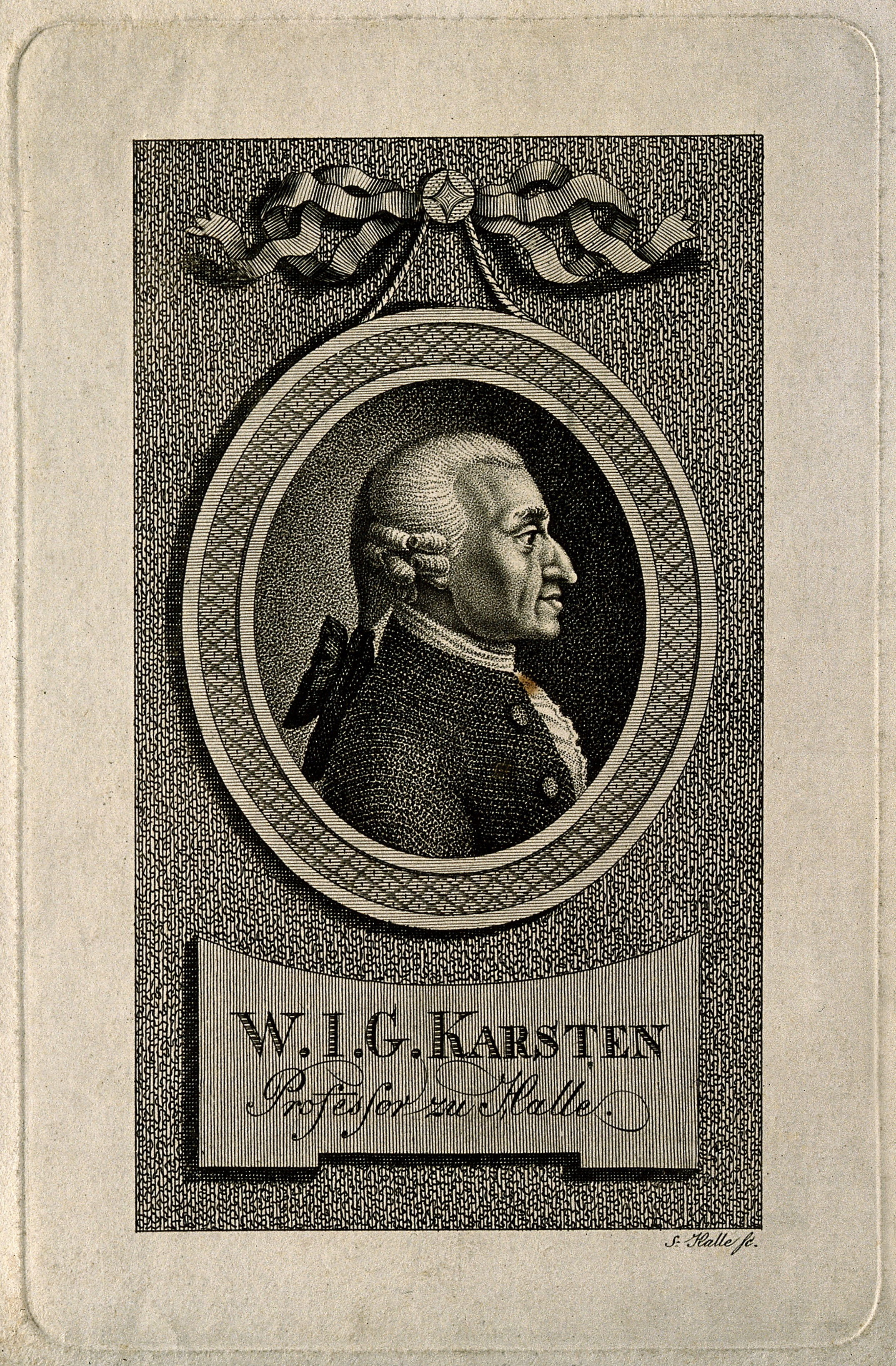
Wenzeslaus Johann Gustav Karsten

Wenceslaus Johann Gustav Karsten, auch Wenzeslaus Johann Gustav Karsten (* 15. Dezember 1732 in Neubrandenburg; † 17. April 1787 in Halle (Saale)) war ein deutscher Mathematiker und Professor an den Universitäten Rostock, Halle an der Saale und Bützow, sowie Rektor der letzteren.

## Leben
Wenceslaus Johann Gustav Karsten (Nr. 1 der Geschlechtszählung) gilt als ältestes Glied einer in Nord- und Mitteldeutschland weit verzweigten Gelehrtenfamilie. Von seinen acht Geschwistern wurden sein jüngerer Bruder  Christian Heinrich Karsten (1742–1815) als Jurist und Elbzollkommisar in Boizenburg/Elbe sowie sein jüngster Bruder Lorenz Karsten (1751–1829) als Ökonom, Agrarwissenschaftler und Hochschullehrer besonders bekannt.
Karsten wurde geboren als zweiter Sohn und ältestes überlebendes Kind des Neubrandenburger Apothekers Johann Christopher Karsten (1704–1779) und der aus Güstrow stammenden Apothekerstochter Magdalena Sophia, geb. Thiel († 1754). Als die Eltern 1737 beim großen Neubrandenburger Stadtbrand ihren gesamten Besitz einbüßten und es in der Folgezeit Probleme mit dem Wiederaufbau der Apotheke gab, siedelte die Familie 1740/41 nach Güstrow über. Dort besuchte Karsten die Güstrower Domschule, wo er 1749 das Abitur bestand und seit 1747 nebenher Privatunterricht in Mathematik erhielt. 1750 immatrikulierte er sich zum Studium der Theologie und Philosophie an der Universität Rostock. Von 1752 bis 1754 setzte er das Studium an der Universität Jena fort. Nach Privatstudien der Mathematik wurde Karsten 1755 in Rostock zum Magister der Mathematik promoviert. Noch im selben Jahr dozierte Karsten als Privatdozent in Rostock, bevor er 1758 die Professur für Logik an der Universität Rostock besetzte als Nachfolger des verstorbenen Johann Ludwig Engel.
1760 wechselte Karsten an die neugegründete Herzogliche Friedrichs-Universität Bützow und nahm fortan die Professur für Logik, Mathematik und Physik ein. 1764 wurde Karsten erstmals zum Rektor der Universität Bützow gewählt, weiterhin 1768/69 anschloss. Zudem leitete er die Universitätssternwarte Bützow, die sich auf seinem Wohnhaus in der Pfaffenstraße 3 befand. Der irische Reiseschriftsteller Thomas Nugent besuchte am 15. September 1766 auch Bützow, traf mit Karsten zusammen und berichtete darüber:
Eine Berufung an die Sankt Petersburger Akademie der Wissenschaften schlug Karsten aus und folgte 1778 dem Ruf als Nachfolger von Johann Andreas von Segner an die Universität Halle. Er starb im Alter von 54 Jahren in Halle und wurde am 19. April 1787 auf dem halleschen Stadtgottesacker bestattet.
Karsten war Mitglied der Fürstlich Bayerischen Akademie der Wissenschaften, der Holländischen Gesellschaft der Wissenschaften zu Haarlem, der Königlich Dänischen Gesellschaft der Wissenschaften zu Kopenhagen sowie der ökonomischen Gesellschaft zu Leipzig.
Karsten war zweimal verheiratet und hatte in der ersten Ehe mit Katharina, geb. Kämpfer (1738–1779), Tochter des Rostocker Metaphysik-Professors Peter Christian Kämpfer, sechs Kinder, darunter der spätere Mineraloge Dietrich Ludwig Gustav Karsten. Seine zweite, nach 1779 geschlossene Ehe mit Sophia Charlotte, geb. Wolfrath, blieb kinderlos.

## Werke
Karsten verfasste zahlreiche Bücher und Aufsätze zur Mathematik, Physik und Technik sowie akademische Amtsschriften. Herausragend sind sein achtbändiger „Lehrbegriff der gesamten Mathematik“, 1. Auflage 1767–1777, die dreibändigen „Anfangsgründe der Mathematischen Wissenschaften“, 1778–1780 (Digitalisat)  sowie der „Auszug aus den Anfangsgründen und dem Lehrbegriffe der Mathematischen Wissenschaften“, 1781, 2. Aufl. 1785.